# 모토로라 모토
모토(Moto)는 모토로라 모빌리티가 출시하는 스마트폰 시리즈이다.

## 의미
구글이 모기업이 된 후, 모토로라 로고를 대문자 'MOTOROLA'에서 소문자 'motorola'로 변경과 동시에 레이저에서 모토로 변경되었다.

## 출시 기종

### 안드로이드
- 모토로라 모토 X
- 모토로라 모토 G
- 모토로라 모토 E
- 모토로라 모토 X (2014년)
- 모토로라 모토 G (2014년)

### 안드로이드 웨어
- 모토로라 모토 360